# Sadowiec-Niwa
Sadowiec-Niwa [pronunciación en polaco: /saˈdɔvjɛt͡s ˈniva/] es un pueblo ubicado en el distrito administrativo de Gmina Działoszyn, dentro del condado de Pajęczno, Voivodato de Łódź, en el centro de Polonia. Se encuentra a unos 4 kilómetros al noreste de Działoszyn, a 8 kilómetros al oeste de Pajęczno, y a 81 kilómetros al suroeste de la capital regional Łódź.
El pueblo tiene una población de 60 habitantes.